# 로버트 새폴스키

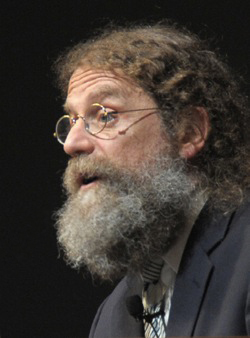

로버트 새폴스키(Robert Morris Sapolsky, 1957년 4월 6일 ~)는 미국 신경 내분비 학자이자 저자이다. 그는 현재 생물학 교수이자 신경학 및 신경 과학 교수이며 예의에 따라 스탠포드 대학의 신경 외과 교수이다. 또한 케냐 국립 박물관의 연구원이기도 하다. 그의 온라인 강의는 지난 10년 동안 엄청난 인기를 얻었다.

## 저서
스트레스 : 당신을 병들게 하는 스트레스의 모든 것  (Why Zebras Don't Get Ulcers)
행동 : 인간의 최선의 행동과 최악의 행동에 관한 모든것 (Behave - The Biology of Humans at Our Best and Worst)

## 같이 보기
- 싸움-도주 반응